# Campionat del Món de gimnàstica artística de 2019
El Campionat del Món de gimnàstica Artística de 2019 es va celebrar a Stuttgart, Alemanya, del 4 al 13 d'octubre de 2019. El campionat van tenir lloc al Hanns-Martin-Schleyer-Halle, i va ser la tercera vegada que la ciutat de Stuttgart acollia l'esdeveniment després de les edicions de 1989 i 2007, i la cinquena vegada que Alemanya l'acollia.
Fins al 2 d'octubre hi havia 92 federacions inscrites a la prova, amb un total de 288 homes i 259 dones.
Sam Mikulak dels Estats Units i Mélanie de Jesus dos Santos de França van van guanyarPremi el Longide l'elegància. Tots dos van suposar una novetat per als seus respectius països; de Jesus dos Santos és la primera gimnasta de França en guanyar aquest premi, i Mikulak és la primera gimnasta masculí dels Estats Units en guanyar-ne un.

## Calendari de competició
Llistat en hora local (UTC+2).
MG – Grup Mixt.
| Data                    | Sessió                    | Hora                 | Subdivisions                                                                         |
| ----------------------- | ------------------------- | -------------------- | ------------------------------------------------------------------------------------ |
| Dijous 3 d'octubre      | Cerimònia d'apertura      | Cerimònia d'apertura | Cerimònia d'apertura                                                                 |
| Divendres 4 d'octubre   | Qualificació femenina     | 09 A.M               | WAG: Subdivisió 1 MG 24, Ucraïna, Austràlia, MG 13                                   |
| Divendres 4 d'octubre   | Qualificació femenina     | 11:00 AM             | WAG: Subdivisió 2 MG 15, MG 23, República Txeca, Bèlgica                             |
| Divendres 4 d'octubre   | Qualificació femenina     | 13:30 h              | WAG: Subdivisió 3 Egipte, Alemanya, MG 20, MG 2                                      |
| Divendres 4 d'octubre   | Qualificació femenina     | 15:30 h              | WAG: Subdivisió 4 MG 17, MG 8, Corea del Nord, Corea del Sud                         |
| Divendres 4 d'octubre   | Qualificació femenina     | 6:00 PM              | WAG: Subdivisió 5 MG 5, Romania, MG 21, França                                       |
| Divendres 4 d'octubre   | Qualificació femenina     | 20:00                | WAG: Subdivisió 6 República Popular Xina, Canadà, MG 4, MG 10                        |
| Dissabte 5 d'octubre    | Qualificació femenina     | 09 A.M               | WAG: Subdivisió 7 MG 12, Regne Unit, MG 16, Itàlia                                   |
| Dissabte 5 d'octubre    | Qualificació femenina     | 11:00 AM             | WAG: Subdivisió 8 MG 11, Espanya, Països Baixos, MG 6                                |
| Dissabte 5 d'octubre    | Qualificació femenina     | 13:30 h              | WAG: Subdivisió 9MG 9, Mèxic, MG 7, Japó                                             |
| Dissabte 5 d'octubre    | Qualificació femenina     | 15:30 h              | WAG: Subdivisió 10 MG 14, Argentina, Rússia, MG 18                                   |
| Dissabte 5 d'octubre    | Qualificació femenina     | 6:00 PM              | WAG: Subdivisió 11 MG 22, Hongria, Suïssa, MG 1                                      |
| Dissabte 5 d'octubre    | Qualificació femenina     | 20:00                | WAG: Subdivisió 12 Brasil, MG 19, MG 3, Estats Units                                 |
| Diumenge 6 d'octubre    | Qualificació masculina    | 10.00 DEL MATÍ       | MAG: Subdivisió 1 Itàlia, Xina Taipei, Kazakhstan, MG 21, MG 19, MG 2                |
| Diumenge 6 d'octubre    | Qualificació masculina    | 13:00                | MAG: Subdivisió 2 Noruega, MG 9, MG 7, Hongria, MG 12, França                        |
| Diumenge 6 d'octubre    | Qualificació masculina    | 16:30 h              | MAG: Subdivisió 3 Rússia, Belarús, MG 6, Turquia, MG 4, MG 20                        |
| Diumenge 6 d'octubre    | Qualificació masculina    | 19:30 h              | MAG: Subdivisió 4MG 1, MG 13, MG 10, Esanya, Alemanya, Brasil                        |
| Dilluns, 7 d'octubre    | Qualificació masculina    | 10.00 DEL MATÍ       | MAG: Subdivisió 5 United States, Japan, Canada, MG 14, MG 8, MG 23                   |
| Dilluns, 7 d'octubre    | Qualificació masculina    | 13:00                | MAG: Subdivisió 6 República Popular Xina, Bèlgica, MG 5, Finlàndia, MG 17, Austràlia |
| Dilluns, 7 d'octubre    | Qualificació masculina    | 16:30 h              | MAG: Subdivisió 7 Ucraïna, Corea del Sud, MG 22, Regne Unit, MG 18, MG 11            |
| Dilluns, 7 d'octubre    | Qualificació masculina    | 19:30 h              | MAG: Subdivisió 8 Països Baixos, MG 16, MG 3, Romania, MG 15, Suïssa                 |
| Dimarts 8 d'octubre     | Final per equips femení   | 14:30–17:05          | 8 primers de la classificació                                                        |
| Dimecres, 9 d'octubre   | Final per equips masculí  | 13:45–17:00          | 8 primers de la classificació                                                        |
| Dijous 10 d'octubre     | Final individual femenina | 16:00–18:45          | Top 24 de la classificació                                                           |
| Divendres, 11 d'octubre | Final individual masculí  | 16:00–19:25          | Top 24 de la classificació                                                           |
| Dissabte, 12 d'octubre  | Finals d'aparells         | 16:00–19:50          | MAG: Terra, Cavall amb arcs, Anelles                                                 |
| Dissabte, 12 d'octubre  | Finals d'aparells         | 16:00–19:50          | WAG: Salt, barres asimètriques                                                       |
| Diumenge 13 d'octubre   | Finals d'aparells         | 13:00–16:50          | MAG: Salt, Barres paral·leles, Barra fixa                                            |
| Diumenge 13 d'octubre   | Finals d'aparells         | 13:00–16:50          | WAG : barra d'equilibri, terra                                                       |
| Diumenge 13 d'octubre   | Cerimònia de clausura     |                      |                                                                                      |

## Resum de medalles

### Medallistes
Els noms amb un asterisc (*) denoten l'equip alternatiu.
| Esdeveniment                       | Or | Plata | Bronze                                                                                                   |
| Homes                              | | | |
| Equip detalls                      | Rússia · Denis Ablyazin · David Belyavskiy · Artur Dalaloyan · Nikita Nagornyy · Vladislav Polyashov* · Ivan Stretovich | R.P. de la Xina · Deng Shudi · Lin Chaopan · Sun Wei · Xiao Ruoteng · You Hao* · Zou Jingyuan                                      | Japó · Daiki Hashimoto · Yuya Kamoto · Kazuma Kaya · Shogo Nonomura* · Kakeru Tanigawa · Wataru Tanigawa |
| Concurs complet individual detalls | Nikita Nagornyy | Artur Dalaloyan | Oleg Verniaiev                                                                                           |
| Terra detalls                      | Carlos Yulo | Artem Dolgopyat | Xiao Ruoteng                                                                                             |
| Cavall amb arcs detalls            | Max Whitlock | Lee Chih-kai | Rhys McClenaghan                                                                                         |
| Anelles detalls                    | İbrahim Çolak | Marco Lodadio | Samir Aït Saïd                                                                                           |
| Salt detalls                       | Nikita Nagornyy | Artur Dalaloyan | Igor Radivilov                                                                                           |
| Barres paral·leles detalls         | Joe Fraser | Ahmet Önder | Kazuma Kaya                                                                                              |
| Barra fixa detalls                 | Arthur Mariano | Tin Srbić | Artur Dalaloyan                                                                                          |
| Dones                              | | | |
| Equip detalls                      | Estats Units · Simone Biles · Jade Carey · Kara Eaker · Sunisa Lee · Grace McCallum · MyKayla Skinner*                  | Rússia · Anastasia Agafonova · Lilia Akhaimova · Anguelina Mélnikova · Maria Paseka* · Aleksandra Shchekoldina · Daria Spiridonova | ItàliaDesiree Carofiglio · Alice D'Amato · Asia D'Amato · Elisa Iorio · Martina Maggio* · Giorgia Villa  |
| Concurs complet individual detalls | Simone Biles | Tang Xijing | Anguelina Mélnikova                                                                                      |
| Salt detalls                       | Simone Biles | Jade Carey | Ellie Downie                                                                                             |
| Barres asimètriques detalls        | Nina Derwael | Becky Downie | Sunisa Lee                                                                                               |
| Barra d'equilibri detalls          | Simone Biles | Liu Tingting | Li Shijia                                                                                                |
| Terra detalls                      | Simone Biles | Sunisa Lee | Anguelina Mélnikova                                                                                      |

### Classificació de medalles
| Posició | País            | Or | Plata | Bronze | Total |
| 1       | Estats Units    | 5  | 2     | 1      | 8     |
| 2       | Rússia          | 3  | 3     | 3      | 9     |
| 3       | Regne Unit      | 2  | 1     | 1      | 4     |
| 4       | Turquia         | 1  | 1     | 0      | 2     |
| 5       | Bèlgica         | 1  | 0     | 0      | 1     |
| 5       | Brasil          | 1  | 0     | 0      | 1     |
| 5       | Filipines       | 1  | 0     | 0      | 1     |
| 8       | R.P. de la Xina | 0  | 3     | 2      | 5     |
| 9       | Itàlia          | 0  | 1     | 1      | 2     |
| 10      | Xina Taipei     | 0  | 1     | 0      | 1     |
| 10      | Croàcia         | 0  | 1     | 0      | 1     |
| 10      | Israel          | 0  | 1     | 0      | 1     |
| 13      | Japó            | 0  | 0     | 2      | 2     |
| 13      | Ucraïna         | 0  | 0     | 2      | 2     |
| 15      | França          | 0  | 0     | 1      | 1     |
| 15      | Irlanda         | 0  | 0     | 1      | 1     |
|         | TOTAL           | 14 | 14    | 14     | 42    |

## Resultats masculins

### Equip
Rússia va guanyar el seu primer or en equips des de l'enfonsament de la Unió Soviètica. L'esdeveniment per equips també suposa la primera vegada que el Taipei Xinès arriba a la final per equips i, com a resultat, es va classificar per als Jocs Olímpics de Tòquio de 2020.
Competidors més gran i més jove
|             | Nom             | País            | Data de naixement      | Edat                      |
| ----------- | --------------- | --------------- | ---------------------- | ------------------------- |
| El més jove | Daiki Hashimoto | Japó            | 7 d'agost de 2001      | 18 anys, 2 mesos i 2 dies |
| El més gran | Deng Shudi      | R.P. de la Xina | 10 de setembre de 1991 | 28 anys i 29 dies         |

| Possició | Equip                | Terra      | Cavall amb arcs | Anelles    | Salt       | Barres paral·leles | Barra fixa | Total   |
| -------- | -------------------- | ---------- | --------------- | ---------- | ---------- | ------------------ | ---------- | ------- |
| 1        | Rússia               | 43.833 (1) | 41.832 (4)      | 43.732 (1) | 44.432 (1) | 44.399 (2)         | 43.498 (1) | 261.726 |
| 1        | Denis Ablyazin       |            |                 | 14.533     |            |                    |            | 261.726 |
| 1        | David Belyavskiy     |            | 14.000          |            |            | 15.133             |            | 261.726 |
| 1        | Artur Dalaloyan      | 14.633     |                 | 14.666     | 14.966     | 13.966             | 14.366     | 261.726 |
| 1        | Nikita Nagornyy      | 14.900     | 14.166          | 14.533     | 15.066     | 15.300             | 14.466     | 261.726 |
| 1        | Ivan Stretovich      | 14.300     | 13.666          |            | 14.400     |                    | 14.666     | 261.726 |
| 2        | R.P. de la Xina      | 43.333 (2) | 43.783 (1)      | 43.366 (3) | 43.999 (2) | 45.141 (1)         | 41.107 (5) | 260.729 |
| 2        | Deng Shudi           | 14.100     |                 | 14.533     | 14.866     |                    | 13.841     | 260.729 |
| 2        | Lin Chaopan          | 14.200     |                 |            |            | 14.658             | 14.500     | 260.729 |
| 2        | Sun Wei              |            | 14.200          | 14.333     | 14.800     |                    | 12.766     | 260.729 |
| 2        | Xiao Ruoteng         | 15.033     | 14.900          |            | 14.333     | 14.100             |            | 260.729 |
| 2        | Zou Jingyuan         |            | 14.683          | 14.500     |            | 16.383             |            | 260.729 |
| 3        | Japó                 | 41.965 (5) | 43.399 (2)      | 43.432 (2) | 43.874 (4) | 43.332 (4)         | 42.157 (3) | 258.159 |
| 3        | Daiki Hashimoto      | 13.533     | 14.466          |            | 14.900     |                    | 14.066     | 258.159 |
| 3        | Yuya Kamoto          |            |                 | 14.766     |            | 14.133             | 13.866     | 258.159 |
| 3        | Kazuma Kaya          | 14.366     | 14.400          | 14.366     | 14.141     | 14.883             | 14.225     | 258.159 |
| 3        | Kakeru Tanigawa      | 14.066     | 14.533          |            |            | 14.366             |            | 258.159 |
| 3        | Wataru Tanigawa      |            |                 | 14.300     | 14.833     |                    |            | 258.159 |
| 4        | Estats Units         | 43.332 (3) | 40.799 (6)      | 41.966 (5) | 42.700 (5) | 43.566 (3)         | 42.215 (2) | 254.578 |
| 4        | Trevor Howard        |            |                 | 13.900     |            |                    |            | 254.578 |
| 4        | Sam Mikulak          | 14.666     | 13.966          | 14.233     | 14.200     | 15.200             | 14.666     | 254.578 |
| 4        | Akash Modi           |            | 13.900          |            | 14.200     | 14.266             | 14.016     | 254.578 |
| 4        | Yul Moldauer         | 14.400     | 12.933          | 13.833     | 14.300     | 14.100             |            | 254.578 |
| 4        | Shane Wiskus         | 14.266     |                 |            |            |                    | 13.533     | 254.578 |
| 5        | Regne Unit           | 41.866 (6) | 41.233 (5)      | 41.999 (4) | 43.899 (3) | 42.966 (5)         | 39.648 (8) | 251.611 |
| 5        | Dominick Cunningham  | 14.466     |                 | 13.700     | 14.400     |                    |            | 251.611 |
| 5        | Joe Fraser           |            | 13.800          | 14.333     |            | 14.833             | 12.666     | 251.611 |
| 5        | James Hall           | 14.200     | 13.300          | 13.966     | 14.666     | 14.200             | 13.916     | 251.611 |
| 5        | Giarnni Regini-Moran | 13.200     |                 |            | 14.833     | 13.933             |            | 251.611 |
| 5        | Max Whitlock         |            | 14.133          |            |            |                    | 13.066     | 251.611 |
| 6        | Xina Taipei          | 41.432 (7) | 42.900 (3)      | 41.365 (6) | 41.165 (8) | 40.266 (8)         | 41.533 (4) | 248.243 |
| 6        | Hsu Ping-chien       |            | 13.400          |            | 13.666     |                    | 13.033     | 248.243 |
| 6        | Lee Chih-kai         | 14.133     | 15.000          | 13.366     | 14.366     | 13.733             | 13.166     | 248.243 |
| 6        | Shiao Yu-jan         | 13.166     | 14.500          |            |            |                    |            | 248.243 |
| 6        | Tang Chia-hung       | 14.133     |                 | 13.866     | 13.133     | 13.533             | 14.916     | 248.243 |
| 6        | Yu Chao-wei          |            |                 | 14.133     |            | 13.000             |            | 248.243 |
| 7        | Suïssa               | 42.666 (4) | 39.841 (7)      | 40.699 (8) | 41.666 (7) | 42.233 (6)         | 39.933 (6) | 247.038 |
| 7        | Christian Baumann    |            | 12.233          | 13.633     |            | 13.900             |            | 247.038 |
| 7        | Pablo Brägger        | 14.100     |                 |            | 13.100     | 13.833             | 13.000     | 247.038 |
| 7        | Benjamin Gischard    | 14.300     | 13.800          | 13.200     | 14.266     |                    |            | 247.038 |
| 7        | Oliver Hegi          |            | 13.808          |            | 14.300     |                    | 14.600     | 247.038 |
| 7        | Eddy Yusof           | 14.266     |                 | 13.866     |            | 14.500             | 12.333     | 247.038 |
| 8        | Ucraïna              | 41.265 (8) | 39.633 (8)      | 41.265 (7) | 42.299 (6) | 42.232 (7)         | 39.899 (7) | 246.593 |
| 8        | Vladyslav Hryko      | 13.633     | 11.800          | 12.966     | 13.666     | 13.800             | 13.466     | 246.593 |
| 8        | Petro Pakhniuk       |            |                 |            |            | 14.466             | 13.633     | 246.593 |
| 8        | Igor Radivilov       | 13.666     |                 | 14.566     | 14.733     |                    |            | 246.593 |
| 8        | Oleg Verniaiev       |            | 14.500          |            |            |                    |            | 246.593 |
| 8        | Yevgen Yudenkov      | 13.966     | 13.333          | 13.733     | 13.900     | 13.966             | 12.800     | 246.593 |

### Concurs complet individual
Kim Han-sol de Corea del Sud es va retirar i va ser substituït pel primer suplent Loris Frasca de França. El cubà Manrique Larduet també es va retirar i va ser substituït pel segon suplent Robert Tvorogal de Lituània.
El campió del món 2018 Artur Dalaloyan i el medalla de bronze Nikita Nagornyy, tots dos de Rússia, van tornar al podi per segon any consecutiu, guanyant plata i or, respectivament. L'ucraïnès Oleg Verniaiev, medallista de plata olímpic de 2016, va guanyar la seva primera medalla mundial en el concurs complet. El defensor de la medallista de plata Xiao Ruoteng de la Xina, va estar a punt de pujar a podi a l'exercici complet per primera vegada en aquest quadrienni, en acabar darrere Verniaiev per menys de tres dècimes.
Competidors més gran i més jove
|             | Nom          | País      | Data de naixement    | Edat                       |
| ----------- | ------------ | --------- | -------------------- | -------------------------- |
| El més jove | Carlos Yulo  | Filipines | 16 de febrer de 2000 | 19 anys, 7 mesos i 25 dies |
| El més gran | Andreas Toba | Alemanya  | 7 d'octubre de 1990  | 29 anys i 4 dies           |

| Posició | Gimnasta        | Terra  | Cavall amb arcs | Anelles | Salt   | Barres paral·leles | Barra fixa | Total  |
| ------- | --------------- | ------ | --------------- | ------- | ------ | ------------------ | ---------- | ------ |
| 1       | Nikita Nagornyy | 15.041 | 14.566          | 14.633  | 15.066 | 15.300             | 14.166     | 88.772 |
| 2       | Artur Dalaloyan | 15.200 | 14.000          | 14.433  | 14.066 | 15.233             | 14.233     | 87.165 |
| 3       | Oleg Verniaiev  | 14.166 | 14.866          | 14.000  | 14.800 | 15.475             | 13.666     | 86.973 |
| 4       | Xiao Ruoteng    | 15.025 | 15.000          | 13.933  | 14.800 | 15.266             | 12.666     | 86.690 |
| 5       | Sun Wei         | 14.033 | 14.991          | 13.966  | 14.600 | 14.933             | 14.000     | 86.523 |
| 6       | Kazuma Kaya     | 14.300 | 14.566          | 14.300  | 14.000 | 15.000             | 13.733     | 85.899 |
| 7       | Sam Mikulak     | 14.400 | 13.000          | 14.000  | 14.266 | 15.325             | 14.700     | 85.691 |
| 8       | Joe Fraser      | 14.166 | 13.800          | 13.966  | 14.266 | 14.900             | 14.000     | 85.098 |
| 9       | Petro Pakhniuk  | 14.033 | 14.233          | 13.433  | 14.566 | 14.900             | 13.766     | 84.931 |
| 10      | Carlos Yulo     | 14.633 | 12.816          | 13.666  | 14.600 | 14.833             | 13.500     | 84.048 |
| 11      | Tang Chia-hung  | 14.200 | 13.100          | 13.600  | 14.283 | 13.933             | 14.700     | 83.816 |
| 12      | Lee Chih-kai    | 14.300 | 15.000          | 13.166  | 14.366 | 13.866             | 13.100     | 83.798 |
| 13      | Caio Souza      | 13.833 | 13.033          | 13.933  | 14.366 | 14.700             | 13.900     | 83.765 |
| 14      | James Hall      | 14.200 | 14.066          | 13.633  | 14.633 | 14.200             | 12.800     | 83.532 |
| 15      | Pablo Brägger   | 14.225 | 13.200          | 13.400  | 12.900 | 14.666             | 14.433     | 82.824 |
| 16      | Yul Moldauer    | 13.666 | 13.133          | 13.733  | 14.366 | 14.666             | 12.766     | 82.330 |
| 17      | Ludovico Edalli | 13.533 | 13.800          | 13.366  | 13.866 | 13.600             | 13.733     | 81.898 |
| 18      | Loris Frasca    | 14.066 | 13.566          | 12.933  | 14.833 | 13.433             | 13.033     | 81.864 |
| 19      | Andreas Toba    | 13.500 | 12.566          | 13.600  | 14.366 | 13.908             | 13.700     | 81.640 |
| 20      | Lee Jung-hyo    | 13.666 | 14.000          | 13.566  | 14.200 | 14.000             | 11.991     | 81.423 |
| 21      | Milad Karimi    | 14.300 | 11.833          | 13.133  | 13.366 | 14.100             | 13.400     | 80.132 |
| 22      | Néstor Abad     | 12.200 | 12.666          | 13.700  | 14.233 | 13.766             | 13.533     | 80.098 |
| 23      | Oliver Hegi     | 12.266 | 14.233          | 12.766  | 12.966 | 14.066             | 12.333     | 78.630 |
| 24      | Robert Tvorogal | 13.233 | 11.633          | 13.166  | 13.700 | 13.833             | 11.700     | 77.265 |

### Terra
Carlos Yulo, el participant més jove de la final, va millorar la seva medalla de bronze del Campionats del Món de 2018 per guanyar el primer títol mundial de gimnàstica artística de les Filipines. Cap gimnasta japonès va pujar al podi per primera vegada des del Campionat del Món de 2009; el millor classificat de l'equip en la classificació, Daiki Hashimoto, va ser el tercer reserva.
Competidors més gran i més jove
|             | Nom                 | País       | Data de naixement    | Edat                       |
| ----------- | ------------------- | ---------- | -------------------- | -------------------------- |
| El més jove | Carlos Yulo         | Filipines  | 16 de febrer de 2000 | 19 anys, 7 mesos i 26 dies |
| El més gran | Dominick Cunningham | Regne Unit | 9 de maig de 1995    | 24 anys, 5 mesos i 3 dies  |

| Posició | Gimnasta            | Puntuació D. | Puntuació E. | Pen.  | Total  |
| ------- | ------------------- | ------------ | ------------ | ----- | ------ |
| 1       | Carlos Yulo         | 6.500        | 8.800        |       | 15.300 |
| 2       | Artem Dolgopyat     | 6.400        | 8.800        |       | 15.200 |
| 3       | Xiao Ruoteng        | 6.200        | 8.733        |       | 14.933 |
| 4       | Artur Dalaloyan     | 6.200        | 8.600        |       | 14.800 |
| 5       | Lin Chaopan         | 6.200        | 8.500        |       | 14.700 |
| 6       | Nikita Nagornyy     | 6.200        | 8.266        | 0,300 | 14.166 |
| 7       | Kim Han-sol         | 6.300        | 7.533        |       | 13.833 |
| 8       | Dominick Cunningham | 6.100        | 7.566        | 0,100 | 13.566 |

### Cavall amb arcs
Max Whitlock del Regne Unit va guanyar el seu tercer títol de cavall amb arcs. Rhys McClenaghan d'Irlanda es va convertir en el primer medallista mundial del seu país en guanyar el bronze.
Competidors més gran i més jove
|             | Nom             | País   | Data de naixement   | Edat                      |
| ----------- | --------------- | ------ | ------------------- | ------------------------- |
| El més jove | Daiki Hashimoto | Japó   | 7 d'agost de 2001   | 18 anys, 2 mesos i 5 dies |
| El més gran | Cyril Tommasone | França | 4 de juliol de 1987 | 32 anys, 3 mesos i 8 dies |

| Posició | Gimnasta         | Puntuació D. | Puntuació E. | Pen. | Total  |
| ------- | ---------------- | ------------ | ------------ | ---- | ------ |
| 1       | Max Whitlock     | 7.000        | 8.500        |      | 15.500 |
| 2       | Lee Chih-kai     | 6.500        | 8.933        |      | 15.433 |
| 3       | Rhys McClenaghan | 6.400        | 9.000        |      | 15.400 |
| 4       | Zou Jingyuan     | 6.300        | 8.700        |      | 15.000 |
| 5       | Kazuma Kaya      | 6.600        | 8.266        |      | 14.866 |
| 6       | Cyril Tommasone  | 6.300        | 8.533        |      | 14.833 |
| 7       | Shiao Yu-jan     | 6.000        | 8.733        |      | 14.733 |
| 8       | David Belyavskiy | 6.400        | 7.166        |      | 13.566 |
| 9       | Daiki Hashimoto  | 5.900        | 7.433        |      | 13.333 |

### Anelles
El turc İbrahim Çolak va guanyar el primer títol mundial de gimnàstica artística del país. Per primera vegada en el cicle olímpic 2016-2020, ni un sol medallista olímpic va aconseguir pujar al podi. L'actual campió olímpic, medallista de plata i medallista de bronze van acabar quart, cinquè i sisè, respectivament, en el mateix ordre que en la seva final olímpica de 2016.
Competidors més gran i més jove
|             | Nom            | País     | Data de naixement     | Edat                        |
| ----------- | -------------- | -------- | --------------------- | --------------------------- |
| El més jove | Nick Klessing  | Alemanya | 14 de gener de 1998   | 21 anys, 8 mesos i 28 dies  |
| El més gran | Samir Aït Saïd | França   | 1 de novembre de 1989 | 29 anys, 11 mesos i 11 dies |

| Posició | Gimnasta               | Puntuació D. | Puntuació E. | Pen. | Total  |
| ------- | ---------------------- | ------------ | ------------ | ---- | ------ |
| 1       | İbrahim Çolak          | 6.200        | 8.733        |      | 14.933 |
| 2       | Marco Lodadio          | 6.300        | 8.600        |      | 14.900 |
| 3       | Samir Aït Saïd         | 6.200        | 8.600        |      | 14.800 |
| 4       | Eleftherios Petrounias | 6.300        | 8.433        |      | 14.733 |
| 5       | Arthur Zanetti         | 6.200        | 8.525        |      | 14.725 |
| 6       | Denis Ablyazin         | 6.300        | 8.366        |      | 14.666 |
| 7       | Artur Tovmasyan        | 6.100        | 8.100        |      | 14.200 |
| 8       | Nick Klessing          | 6.100        | 8.066        |      | 14.166 |

### Salt
Competidors més gran i més jove
|             | Nom               | País    | Data de naixement      | Edat                       |
| ----------- | ----------------- | ------- | ---------------------- | -------------------------- |
| El més jove | Nikita Nagornyy   | Rússia  | 12 de febrer de 1997   | 22 anys, 8 mesos i 1 dia   |
| El més gran | Marian Drăgulescu | Romania | 18 de desembre de 1980 | 38 anys, 9 mesos i 25 dies |

| Posició | Gimnasta            | Salt 1      | Salt 1      | Salt 1 | Salt 1      | Salt 2      | Salt 2      | Salt 2 | Salt 2      | Total  |
| Posició | Gimnasta            | Puntuació D | Puntuació E | Pen.   | Puntuació 1 | Puntuació D | Puntuació E | Pen.   | Puntuació 2 | Total  |
| ------- | ------------------- | ----------- | ----------- | ------ | ----------- | ----------- | ----------- | ------ | ----------- | ------ |
| 1       | Nikita Nagornyy     | 5.600       | 9.333       |        | 14.933      | 5.600       | 9.400       |        | 15.000      | 14.966 |
| 2       | Artur Dalaloyan     | 5.600       | 9.333       |        | 14.933      | 5.600       | 9.333       |        | 14.933      | 14.933 |
| 3       | Igor Radivilov      | 5.600       | 9.233       |        | 14.833      | 5.600       | 9.066       |        | 14.666      | 14.749 |
| 4       | Marian Drăgulescu   | 5.600       | 9.366       |        | 14.966      | 5.400       | 8.883       |        | 14.283      | 14.624 |
| 5       | Dominick Cunningham | 5.200       | 9.366       |        | 14.566      | 5.400       | 9.166       |        | 14.566      | 14.566 |
| 6       | Lê Thanh Tùng       | 5.600       | 9.066       |        | 14.666      | 5.200       | 9.200       |        | 14.400      | 14.533 |
| 7       | Shek Wai Hung       | 6.000       | 7.933       |        | 13.933      | 6.000       | 9.000       |        | 15.000      | 14.466 |
| 8       | Yang Hak-seon       | 6.000       | 8.033       | 0,300  | 13.733      | 5.600       | 9.300       |        | 14.900      | 14.316 |

### Barres paral·leles
El xinès Zou Jingyuan, dues vegades i vigent campió del món, no es va classificar per a la final per intentar guanyar un tercer títol consecutiu. Malgrat això, va aconseguir la puntuació més alta de la competició a la final per equips amb un 16.383. Joe Fraser del Regne Unit es va convertir en el primer gimnasta britànic a guanyar l'or a les barres paral·leles.
Competidors més gran i més jove
|             | Nom            | País       | Data de naixement      | Edat                        |
| ----------- | -------------- | ---------- | ---------------------- | --------------------------- |
| El més jove | Joe Fraser     | Regne Unit | 6 de desembre de 1998  | 20 anys, 10 mesos i 7 dies  |
| El més gran | Petro Pakhniuk | Ucraïna    | 26 de novembre de 1991 | 27 anys, 10 mesos i 17 dies |

| Posició | Gimnasta       | Puntuació D. | Puntuació E. | Pen. | Total  |
| ------- | -------------- | ------------ | ------------ | ---- | ------ |
| 1       | Joe Fraser     | 6.600        | 8.400        |      | 15.000 |
| 2       | Ahmet Önder    | 6.200        | 8.783        |      | 14.983 |
| 3       | Kazuma Kaya    | 6.300        | 8.666        |      | 14.966 |
| 4       | Xiao Ruoteng   | 6.400        | 8.566        |      | 14.966 |
| 5       | Ferhat Arıcan  | 6.500        | 8.400        |      | 14.900 |
| 6       | Sun Wei        | 6.200        | 8.266        |      | 14.466 |
| 7       | Petro Pakhniuk | 6.500        | 7.700        |      | 14.200 |
| 8       | Lukas Dauser   | 6.300        | 7.533        |      | 13.833 |

### Barra fixa
El brasiler Arthur Mariano es va convertir en el primer atleta brasiler en guanyar la medalla d'or a la barra fixa.
Competidors més gran i més jove
|             | Nom             | País         | Data de naixement    | Edat                      |
| ----------- | --------------- | ------------ | -------------------- | ------------------------- |
| El més jove | Daiki Hashimoto | Japó         | 7 d'agost de 2001    | 18 anys, 2 mesos i 6 dies |
| El més gran | Sam Mikulak     | Estats Units | 13 d'octubre de 1992 | 27 anys                   |

| Posició | Gimnasta        | Puntuació D. | Puntuació E. | Pen. | Total  |
| ------- | --------------- | ------------ | ------------ | ---- | ------ |
| 1       | Arthur Mariano  | 6.300        | 8.600        |      | 14.900 |
| 2       | Tin Srbić       | 6.200        | 8.466        |      | 14.666 |
| 3       | Artur Dalaloyan | 6.100        | 8.433        |      | 14.533 |
| 4       | Daiki Hashimoto | 6.200        | 8.033        |      | 14.233 |
| 5       | Sam Mikulak     | 6.300        | 7.766        |      | 14.066 |
| 6       | Lin Chaopan     | 6.200        | 7.833        |      | 14.033 |
| 7       | Tyson Bull      | 6.000        | 7.200        |      | 13.200 |
| 8       | Tang Chia-hung  | 5.800        | 6.966        |      | 12.766 |

## Resultats femenins

### Equip
Després de classificar-se en vuitè lloc, Itàlia va guanyar la medalla de bronze per equips, la seva primera medalla per equip en un Campionat del Món des de 1950, mentre que els Estats Units van ampliar la seva ratxa fins a cinc medalles d'or consecutives per equips al Campionat del Món, empatant el rècord establert per Romania (1994-2001). La medalla d'or per equips dels Estats Units també és la 21a medalla del Campionat del Món per a Simone Biles, la qual cosa li dona el rècord de més medalles del Campionat del Món guanyades per una gimnasta femenina. El rècord anterior, 20 medalles, va ser establert per primera vegada per Svetlana Khorkina l'any 2001 i empatat per Biles al Campionat del món de gimnàstica artística de 2018.
Competidors més gran i més jove
|             | Nom              | País          | Data de naixement      | Edat                        |
| ----------- | ---------------- | ------------- | ---------------------- | --------------------------- |
| La més jove | Claire Pontlevoy | França        | 17 de novembre de 2003 | 15 anys, 10 mesos i 21 dies |
| La més gran | Lieke Wevers     | Països Baixos | 17 de setembre de 1991 | 28 anys i 21 dies           |
| La més gran | Sanne Wevers     | Països Baixos | 17 de setembre de 1991 | 28 anys i 21 dies           |

| Posició | Equip                       | Salt       | Barres asimètriques | Barra d'equilibri | Terra      | Total   |
| ------- | --------------------------- | ---------- | ------------------- | ----------------- | ---------- | ------- |
| 1       | Estats Units                | 45.166 (1) | 42.299 (2)          | 40.966 (1)        | 43.899 (1) | 172.330 |
| 1       | Simone Biles                | 15.400     | 14.600              | 14.433            | 15.333     | 172.330 |
| 1       | Jade Carey                  | 15.166     |                     |                   | 14.333     | 172.330 |
| 1       | Kara Eaker                  |            |                     | 14.000            |            | 172.330 |
| 1       | Sunisa Lee                  |            | 14.733              | 12.533            | 14.233     | 172.330 |
| 1       | Grace McCallum              | 14.600     | 12.966              |                   |            | 172.330 |
| 2       | Rússia                      | 43.899 (2) | 43.665 (1)          | 38.465 (6)        | 40.500 (3) | 166.529 |
| 2       | Anastasia Agafonova         |            | 14.566              | 12.166            |            | 166.529 |
| 2       | Lilia Akhaimova             | 14.733     |                     | 12.533            | 13.600     | 166.529 |
| 2       | Anguelina Mélnikova         | 14.533     | 14.333              | 13.766            | 13.900     | 166.529 |
| 2       | Aleksandra Shchekoldina     | 14.633     |                     |                   | 13.000     | 166.529 |
| 2       | Daria Spiridonova           |            | 14.766              |                   |            | 166.529 |
| 3       | Itàlia                      | 43.732 (3) | 42.299 (3)          | 38.799 (4)        | 39.966 (6) | 164.796 |
| 3       | Desiree Carofiglio          |            |                     |                   | 13.333     | 164.796 |
| 3       | Alice D'Amato               | 14.533     | 14.133              |                   |            | 164.796 |
| 3       | Asia D'Amato                | 14.533     |                     | 13.266            | 13.333     | 164.796 |
| 3       | Elisa Iorio                 |            | 13.900              | 11.933            |            | 164.796 |
| 3       | Giorgia Villa               | 14.666     | 14.266              | 13.600            | 13.300     | 164.796 |
| 4       | R.P. de la Xina             | 43.066 (5) | 40.199 (6)          | 40.599 (2)        | 40.366 (4) | 164.230 |
| 4       | Chen Yile                   |            | 13.733              | 14.000            |            | 164.230 |
| 4       | Li Shijia                   | 14.166     |                     | 14.266            |            | 164.230 |
| 4       | Liu Tingting                |            | 11.900              | 12.333            | 13.433     | 164.230 |
| 4       | Qi Qi                       | 14.600     |                     |                   | 13.433     | 164.230 |
| 4       | Tang Xijing                 | 14.300     | 14.566              |                   | 13.500     | 164.230 |
| 5       | França                      | 43.599 (4) | 40.565 (5)          | 38.732 (5)        | 40.732 (2) | 163.628 |
| 5       | Marine Boyer                |            |                     | 13.833            | 13.266     | 163.628 |
| 5       | Lorette Charpy              |            | 14.033              | 12.666            |            | 163.628 |
| 5       | Mélanie de Jesus dos Santos | 14.733     | 14.366              | 12.233            | 14.166     | 163.628 |
| 5       | Aline Friess                | 14.900     |                     |                   | 13.300     | 163.628 |
| 5       | Claire Pontlevoy            | 13.966     | 12.166              |                   |            | 163.628 |
| 6       | Regne Unit                  | 42.632 (8) | 42.099 (4)          | 39.499 (3)        | 37.265 (8) | 161.495 |
| 6       | Becky Downie                |            | 14.900              | 13.566            |            | 161.495 |
| 6       | Ellie Downie                | 14.566     | 14.033              |                   |            | 161.495 |
| 6       | Georgia-Mae Fenton          |            | 13.166              | 12.233            | 11.933     | 161.495 |
| 6       | Taeja James                 | 13.800     |                     |                   | 13.266     | 161.495 |
| 6       | Alice Kinsella              | 14.266     |                     | 13.700            | 12.066     | 161.495 |
| 7       | Canadà                      | 43.033 (6) | 39.899 (7)          | 37.965 (7)        | 39.666 (7) | 160.563 |
| 7       | Ellie Black                 | 14.200     | 14.033              | 13.366            | 13.433     | 160.563 |
| 7       | Brooklyn Moors              | 14.133     | 12.533              | 12.466            | 13.200     | 160.563 |
| 7       | Shallon Olsen               | 14.700     |                     |                   | 13.033     | 160.563 |
| 7       | Ana Padurariu               |            |                     | 12.133            |            | 160.563 |
| 7       | Victoria-Kayen Woo          |            | 13.333              |                   |            | 160.563 |
| 8       | Països Baixos               | 42.732 (7) | 39.098 (8)          | 37.432 (8)        | 40.165 (5) | 159.427 |
| 8       | Eythora Thorsdottir         | 14.466     |                     | 11.400            | 13.633     | 159.427 |
| 8       | Naomi Visser                | 14.066     | 14.066              | 13.166            |            | 159.427 |
| 8       | Tisha Volleman              | 14.200     |                     |                   | 13.566     | 159.427 |
| 8       | Lieke Wevers                |            | 12.466              |                   | 12.966     | 159.427 |
| 8       | Sanne Wevers                |            | 12.566              | 12.866            |            | 159.427 |

### Concurs complet individual
La sisena classificada Liu Tingting de la Xina es va retirar i va ser substituïda per la seva companya d'equip Tang Xijing, que s'havia vist afectada per la regla de dos per país; la llista de sortida no es va refer i Tang va substituir a Liu al grup de rotació superior.
Simone Biles va continuar ampliant el seu rècord, guanyant el seu cinquè títol. Tang va guanyar la plata, igualant el millor resultat de la Xina de Jiang Yuyuan al Campionat del Món de 2010. El bronze d'Anguelina Mélnikova és la seva primera medalla del món individual. Les medallistes de plata i bronze defensors, Mai Murakami del Japó i Morgan Hurd dels Estats Units, no formaven part dels equips respectius dels seus països per al Campionat del Món.
Competidores més gran i més jove
|             | Nom            | País            | Data de naixement     | Edat                       |
| ----------- | -------------- | --------------- | --------------------- | -------------------------- |
| La més jove | Li Shijia      | R.P. de la Xina | 7 d'octubre de 2003   | 16 anys i 3 dies           |
| La més gran | Elisabet Seitz | Alemanya        | 4 de novembre de 1993 | 25 anys, 11 mesos i 6 dies |

| Posició | Gimnasta                    | Salt   | Barres asimètriques | Barra d'equilibri | Terra  | Total  |
| ------- | --------------------------- | ------ | ------------------- | ----------------- | ------ | ------ |
| 1       | Simone Biles                | 15.233 | 14.733              | 14.633            | 14.400 | 58.999 |
| 2       | Tang Xijing                 | 14.166 | 14.533              | 14.600            | 13.600 | 56.899 |
| 3       | Anguelina Mélnikova         | 14.433 | 13.900              | 14.000            | 14.066 | 56.399 |
| 4       | Ellie Black                 | 14.566 | 14.133              | 14.000            | 13.533 | 56.232 |
| 5       | Nina Derwael                | 13.600 | 15.200              | 13.733            | 13.500 | 56.033 |
| 6       | Elisabeth Seitz             | 14.600 | 14.866              | 13.233            | 13.300 | 55.999 |
| 7       | Flávia Saraiva              | 14.466 | 13.300              | 14.033            | 13.933 | 55.732 |
| 8       | Sunisa Lee                  | 14.466 | 13.133              | 13.833            | 14.200 | 55.632 |
| 9       | Li Shijia                   | 14.433 | 13.366              | 14.000            | 13.300 | 55.099 |
| 10      | Sarah Voss                  | 14.500 | 13.666              | 13.866            | 12.866 | 54.898 |
| 11      | Aline Friess                | 14.966 | 13.600              | 13.066            | 13.166 | 54.798 |
| 12      | Alice Kinsella              | 14.266 | 13.766              | 13.800            | 12.933 | 54.765 |
| 13      | Asuka Teramoto              | 14.600 | 14.000              | 13.366            | 12.700 | 54.666 |
| 14      | Brooklyn Moors              | 14.166 | 13.266              | 13.500            | 13.566 | 54.498 |
| 15      | Diana Varinska              | 13.500 | 14.133              | 13.333            | 13.400 | 54.366 |
| 16      | Giorgia Villa               | 14.700 | 14.333              | 12.633            | 12.566 | 54.232 |
| 17      | Hitomi Hatakeda             | 13.800 | 13.866              | 13.533            | 12.733 | 53.932 |
| 18      | Giulia Steingruber          | 14.933 | 12.500              | 12.800            | 13.633 | 53.866 |
| 19      | Georgia Godwin              | 13.733 | 13.500              | 13.366            | 13.233 | 53.832 |
| 20      | Mélanie de Jesus dos Santos | 14.633 | 11.933              | 13.500            | 13.500 | 53.566 |
| 21      | Cintia Rodríguez            | 13.333 | 13.700              | 11.833            | 12.600 | 51.466 |
| 22      | Lilia Akhaimova             | 14.533 | 12.066              | 11.400            | 13.466 | 51.465 |
| 23      | Naomi Visser                | 13.266 | 12.100              | 13.600            | 12.200 | 51.166 |
| –       | Elisa Iorio                 | 13.266 | –                   | 12.666            | 12.866 | DNF    |

### Salt
Competidores més gran i més jove
|             | Nom          | País            | Data de naixement      | Edat                      |
| ----------- | ------------ | --------------- | ---------------------- | ------------------------- |
| El més jove | Qi Qi        | R.P. de la Xina | 28 de setembre de 2003 | 16 anys i 14 dies         |
| El més gran | Alexa Moreno | Mèxic           | 8 d'agost de 1994      | 25 anys, 2 mesos i 4 dies |

| Posició | Gimnasta        | Salt 1      | Salt 1      | Salt 1 | Salt 1      | Salt 2      | Salt 2      | Salt 2 | Salt 2      | Total  |
| Posició | Gimnasta        | Puntuació D | Puntuació E | Pen.   | Puntuació 1 | Puntuació D | Puntuació E | Pen.   | Puntuació 2 | Total  |
| ------- | --------------- | ----------- | ----------- | ------ | ----------- | ----------- | ----------- | ------ | ----------- | ------ |
| 1       | Simone Biles    | 6.000       | 9.333       |        | 15.333      | 5.800       | 9.666       |        | 15.466      | 15.399 |
| 2       | Jade Carey      | 6.000       | 9.166       |        | 15.166      | 5.800       | 9.100       | 0,300  | 14.600      | 14.883 |
| 3       | Ellie Downie    | 5.400       | 9.200       |        | 14.600      | 6.000       | 9.033       |        | 15.033      | 14.816 |
| 4       | Shallon Olsen   | 5.400       | 9.200       |        | 14.600      | 6.000       | 8.866       |        | 14.866      | 14.733 |
| 5       | Qi Qi           | 5.400       | 9.200       |        | 14.600      | 5.800       | 8.900       |        | 14.700      | 14.650 |
| 6       | Alexa Moreno    | 5.800       | 8.766       | 0,100  | 14.466      | 5.600       | 9.200       |        | 14.800      | 14.633 |
| 7       | Lilia Akhaimova | 5.800       | 8.900       |        | 14.700      | 5.600       | 8.733       | 0,300  | 14.033      | 14.366 |
| 8       | Yeo Seo-jeong   | 6.200       | 8.033       | 0,300  | 13.933      | 5.400       | 9.033       |        | 14.433      | 14.183 |

### Barres asimètriques
Competidores més gran i més jove
|             | Nom          | País         | Data de naixement   | Edat                       |
| ----------- | ------------ | ------------ | ------------------- | -------------------------- |
| La més jove | Sunisa Lee   | Estats Units | 9 de març de 2003   | 16 anys, 7 mesos i 3 dies  |
| La més gran | Becky Downie | Regne Unit   | 24 de gener de 1992 | 27 anys, 8 mesos i 18 dies |

| Posició | Gimnasta            | Puntuació D. | Puntuació E. | Pen. | Total  |
| ------- | ------------------- | ------------ | ------------ | ---- | ------ |
| 1       | Nina Derwael        | 6.500        | 8.733        |      | 15.233 |
| 2       | Becky Downie        | 6.500        | 8.500        |      | 15.000 |
| 3       | Sunisa Lee          | 6.400        | 8.400        |      | 14.800 |
| 4       | Anguelina Mélnikova | 6.300        | 8.433        |      | 14.733 |
| 5       | Simone Biles        | 6.200        | 8.500        |      | 14.700 |
| 6       | Daria Spiridonova   | 6.300        | 8.333        |      | 14.633 |
| 7       | Liu Tingting        | 5.900        | 8.500        |      | 14.400 |
| 8       | Elisabet Seitz      | 6.000        | 7.566        |      | 13.566 |

### Barra d'equilibri
La classificada en vuitè lloc, Ellie Black, del Canadà, es va retirar després de patir una lesió durant la final a l'exercici complet a principis de setmana i va ser substituïda per la primera suplent Kara Eaker dels Estats Units; Eaker s'havia classificat prèviament per a la final, abans de passar a ser primera suplent després d'una reclamació sobre la seva puntuació en la classificació.
La medalla d'or de Simone Biles a l'esdeveniment va ser la seva 24a medalla al Campionat del Món, batent el rècord de més medalles mundials guanyades per un sol gimnasta. El rècord anterior, 23 medalles, l'havia establert el gimnasta belarús Vitali Sxerbo al Campionat del Món de gimnàstica artística de 1996.
Competidores més gran i més jove
|             | Nom          | País            | Data de naixement   | Edat                       |
| ----------- | ------------ | --------------- | ------------------- | -------------------------- |
| La més jove | Li Shijia    | R.P. de la Xina | 7 d'octubre de 2003 | 16 anys i 6 dies           |
| La més gran | Simone Biles | Estats Units    | 14 de març de 1997  | 22 anys, 6 mesos i 29 dies |

| Posició | Gimnasta                    | Puntuació D. | Puntuació E. | Pen.  | Total  |
| ------- | --------------------------- | ------------ | ------------ | ----- | ------ |
| 1       | Simone Biles                | 6.400        | 8.666        |       | 15.066 |
| 2       | Liu Tingting                | 6.200        | 8.233        |       | 14.433 |
| 3       | Li Shijia                   | 6.100        | 8.300        | 0,100 | 14.300 |
| 4       | Kara Eaker                  | 5.900        | 8.100        |       | 14.000 |
| 5       | Mélanie de Jesus dos Santos | 5.500        | 8.466        |       | 13.966 |
| 6       | Flàvia Saraiva              | 5.700        | 7.700        |       | 13.400 |
| 7       | Sarah Voss                  | 5.400        | 7.866        |       | 13.266 |
| 8       | Ana Padurariu               | 5.600        | 6.333        |       | 11.933 |

### Terra
La vuitena classificada Nina Derwael de Bèlgica es va retirar de la competició com a mesura de precaució per evitar agreujar una lesió persistent, permetent a la primera reserva Brooklyn Moors del Canadà ocupar el seu lloc. Moors s'havia classificat prèviament per a la final, abans que una reclamació sobre la seva puntuació en la classificació la deixés com la primera suplent.
Competidores més gran i més jove
|             | Nom          | País         | Data de naixement  | Edat                       |
| ----------- | ------------ | ------------ | ------------------ | -------------------------- |
| La més jove | Sunisa Lee   | Estats Units | 9 de març de 2003  | 16 anys, 7 mesos i 4 dies  |
| La més gran | Simone Biles | Estats Units | 14 de març de 1997 | 22 anys, 6 mesos i 29 dies |

| Posició | Gimnasta                    | Puntuació D. | Puntuació E. | Pen.  | Total  |
| ------- | --------------------------- | ------------ | ------------ | ----- | ------ |
| 1       | Simone Biles                | 6.700        | 8.533        | 0,100 | 15.133 |
| 2       | Sunisa Lee                  | 5.700        | 8.433        |       | 14.133 |
| 3       | Anguelina Mélnikova         | 5.800        | 8.266        |       | 14.066 |
| 4       | Flàvia Saraiva              | 5.500        | 8.466        |       | 13.966 |
| 5       | Mélanie de Jesus dos Santos | 5.500        | 8.433        | 0,100 | 13.833 |
| 6       | Roxana Popa                 | 5.400        | 8.400        |       | 13.800 |
| 7       | Brooklyn Moors              | 5.300        | 8.400        | 0,100 | 13.600 |
| 8       | Lilia Akhaimova             | 6.000        | 7.800        | 0,300 | 13.500 |